# Panhard & Levassor Type X33
Der Panhard & Levassor Type X33 ist ein Pkw-Modell der 1920er Jahre. Hersteller war Panhard & Levassor in Frankreich.

## Beschreibung
Die Fahrzeuge haben einen ventillosen Schiebermotor nach einer Lizenz von Charles Yale Knight. Im Motorcode „SK4E3“ steht das „K“ für Knight und die „4“ für die Anzahl der Zylinder.
Der Vierzylinder-Reihenmotor hat 85 mm Bohrung, 140 mm Hub und 3178 cm³ Hubraum. Er wurde auch 16 CV Spécial genannt. Besonderheit ist eine „Flector“ genannte Art der Kraftübertragung des Frontmotors zur Hinterachse, bei der elastische Gummielemente die üblichen Gelenke einer Kardanwelle ersetzen. 115 km/h waren möglich.
Der Radstand beträgt maximal 337 cm, wobei eine Quelle genau 302 cm angibt.
Bekannt ist die Karosseriebauform Torpedo.
Die Produktion lief von Februar 1921 bis 1922. Im ersten Jahr wurden 55 Fahrzeuge verkauft und im zweiten 17, zusammen 72. Davon wurden zwölf Stück exportiert.